# Dumea taiwanicus
Dumea taiwanicus is een krabbensoort uit de familie van de Inachidae. De wetenschappelijke naam van de soort is voor het eerst geldig gepubliceerd in 1998 door Loh & Wu.